# 메이저 리그 베이스볼 선수 협회
메이저 리그 베이스볼 선수 협회(Major League Baseball Players Association, MLBPA)는 현 메이저 리그 베이스볼 선수들을 모두 대표하는 노동조합이다. 메이저 리그 클럽과 계약을 체결했거나 체결한 모든 선수, 감독, 코치 및 선수트레이너는 협회 회원 자격이 있다.
MLBPA에는 노동조합, 기업(Players Choice Group Licensing Program), 자선 재단(Major League Baseball Players Trust)이라는 세 가지 주요 부서가 있다.
MLBPA는 주로 모든 메이저 리그 야구 선수들의 단체 교섭 대표 역할을 할 뿐만 아니라 MLB 관련 비즈니스 및 비영리 업무에서 중요한 역할을 수행한다.
2022년 8월 28일, MLBPA는 마이너리그 야구 선수들의 노조 결성을 돕기 위한 캠페인을 공개적으로 시작했다. 2022년 9월 9일, MLB는 MLBPA를 트리플 A에서 신인 볼을 플레이하는 5,500명 이상의 마이너 리그 야구 선수들의 연합으로 자발적으로 인정했다.